# Laura La Plante
Laura La Plante, all'anagrafe Laura LaPlant (St. Louis, 1º novembre 1904 – Woodland Hills, 14 ottobre 1996), è stata un'attrice statunitense.

## Biografia
Nata nel Missouri nel 1904 con il nome Laura LaPlant, esordì nel cinema quindicenne, recitando in The Great Gamble, un film d'avventura a episodi dove, però, il suo nome non appare nei titoli. Già dall'anno seguente, il 1920, cominciò a interpretare personaggi di qualche rilievo. Lavorò a fianco di Tom Mix, e nel 1923 venne inserita tra le tredici nuove promesse del cinema, vincitrici del concorso WAMPAS Baby Stars.
Girò gran parte dei suoi film tra il 1921 e il 1930 per l'Universal Pictures. In quel periodo fu la diva più popolare dello studio. Una delle pellicole ancora esistenti dell'epoca è Smouldering Fires, un film del 1925 in cui recita a fianco di Pauline Frederick, ma il film più conosciuto al giorno d'oggi resta Il castello degli spettri, diretto da Paul Leni nel 1927, un classico del cinema muto.
Con l'avvento del sonoro, l'arrivo di una nuova schiera di promettenti attrici non le permise di consolidare la propria carriera; si ritirò dalle scene nel 1935, partecipando in seguito solo a due ulteriori film, La mamma non torna più (1947) e Spring Reunion (1957).

## Morte
Laura La Plante morì a Woodland Hills, in California colpita da alzheimer all'età di 91 anni.

## Premi e riconoscimenti
- WAMPAS Baby Stars
- All'attrice è stata dedicata dalla città californiana di Agoura Hills una strada, la Laura La Plante Road

## Filmografia parziale

### Cinema
- Il gran giuoco (The Great Gamble) - serial cinematografico, regia di Joseph A. Golden (1919)
- Jiggs and the Social Lion, regia di Reggie Morris (1920)
- Jiggs in Society, regia di Reggie Morris (1920)
- Father's Close Shave, regia di Reggie Morris (1920)
- 813, regia di Charles Christie e Scott Sidney (1920)
- Back from the Front, regia di William Beaudine (1920)
- The Thrill Chaser, regia di Edward Sedgwick (1923)
- Burning Words, regia di Stuart Paton (1923)
- Young Ideas, regia di Robert F. Hill (1924)
- Butterfly, regia di Clarence Brown (1924)
- The Fast Worker, regia di William A. Seiter (1924)
- Smouldering Fires, regia di Clarence Brown (1925)
- Poker Faces, regia di Harry A. Pollard (1926)
- Her Big Night, regia di Melville W. Brown (1926)
- Il castello degli spettri (The Cat and the Canary), regia di Paul Leni (1927)
- Calze di seta (Silk Stockings), regia di Wesley Ruggles (1927)
- Il teatro maledetto (The Last Warning), regia di Paul Leni (1929)
- Mississipi (Show Boat), regia di Harry A. Pollard (1929)
- Scandalo (Scandal), regia di Wesley Ruggles (1929)
- Trappola d'amore (The Love Trap), regia di William Wyler (1929)
- L'uomo che voglio (Hold Your Man), regia di Emmett J. Flynn (1929)
- La fanciulla di Saint Cloud (Captain of the Guard), regia di John S. Robertson e, non accreditato, Pál Fejös (1930)
- Il re del jazz (The King of Jazz), regia di John Murray Anderson e (non accreditato) Pál Fejös (1930)
- Lonely Wives, regia di Russell Mack (1931)
- God's Gift to Women, regia di Michael Curtiz (1931)
- Meet the Wife, regia di Leslie Pearce (1931)
- Stout Hearts and Willing Hands, regia di Bryan Foy (1931)
- Arizona, regia di George B. Seitz (1931)
- The Sea Ghost, regia di William Nigh (1931)
- Her Imaginary Lover, regia di George King (1933)
- La mamma non torna più (Little Mister Jim), regia di Fred Zinnemann (1947)
- Spring Reunion, regia di Robert Pirosh (1957)

### Televisione
- Telephone Time – serie TV, episodio 2x08 (1956)